# Juli Šokalski
Juli Šokalski (rus. Юлий Михайлович Шокальский; Sankt Peterburg, 5. listopada 1856. – Sankt Peterburg, 26. ožujka 1940.), bio je ruski geograf, kartograf i oceanograf.
Godine 1880. je diplomirao na Mornaričkoj akademiji, a vojnu karijeru je nastavio u ruskoj carskoj mornarici gdje je 1912. došao do čina general pukovnika. Pomogao je u osnivanju pomorskog opservatorija u Sevastopolju. Istovremeno, počeo se zanimati za limnologiju i meteorologiju.
Njegova najvažnija monografija je Oceanografija iz 1917. godine. To je zbirka radova koja ispituje povezanost meteorologije i hidrologije te naglašava važnost praćenja morskih fenomena kako bi se razumjele globalne klimatske promjene. Inzistirao je na razlikovanju oceanografije i hidrografije, te je skovao izraz svjetski ocean.
Godine 1904. primljen je u britansko Kraljevsko geografsko društvo. Od 1914. do 1931. vodio je Rusko geografsko društvo kao dopredsjednik. Njegovo ime nose tjesnac Šokalskog koji povezuje Laptevsko i Karsko more, otok Šokalski u Karskom moru i brod Akademik Šokalski.

## Vanjske poveznice
- Životopis (rus.)